# Adairsville
Adairsville è una città degli Stati Uniti d'America, nella contea di Bartow, nello Stato della Georgia.
La sua popolazione - secondo i dati del censimento dell'United States Census Bureau dell'anno 2020 - era di 4.878 abitanti.

## Geografia fisica
La città è situata a 19 chilometri a sud di Calhoun, a 29 km a nord-est di Rome e a 98 chilometri a nord di Atlanta. Il suo territorio rientra nella grande area metropolitana della capitale Atlanta. La superficie cittadina, secondo lo United States Census Bureau, è di 16 chilometri quadrati, tutti su superficie emersa.

## Storia
Adairsville è una delle località in cui si è combattuta la Campagna di Atlanta, ovvero la serie di battaglie combattute nell'area intorno ad Atlanta durante l'estate del 1864 che accelerarono la conclusione della guerra di secessione americana.
Secondo la tradizione, un tempo era un piccolo villaggio Cherokee il cui nome era dovuto a Chief Walter (John) S. Adair, un latifondista di origine scozzese che prese in sposa una nativa americana appartenente ai Cherokee, prima che questo popolo venisse espropriato del territorio, nel 1838.

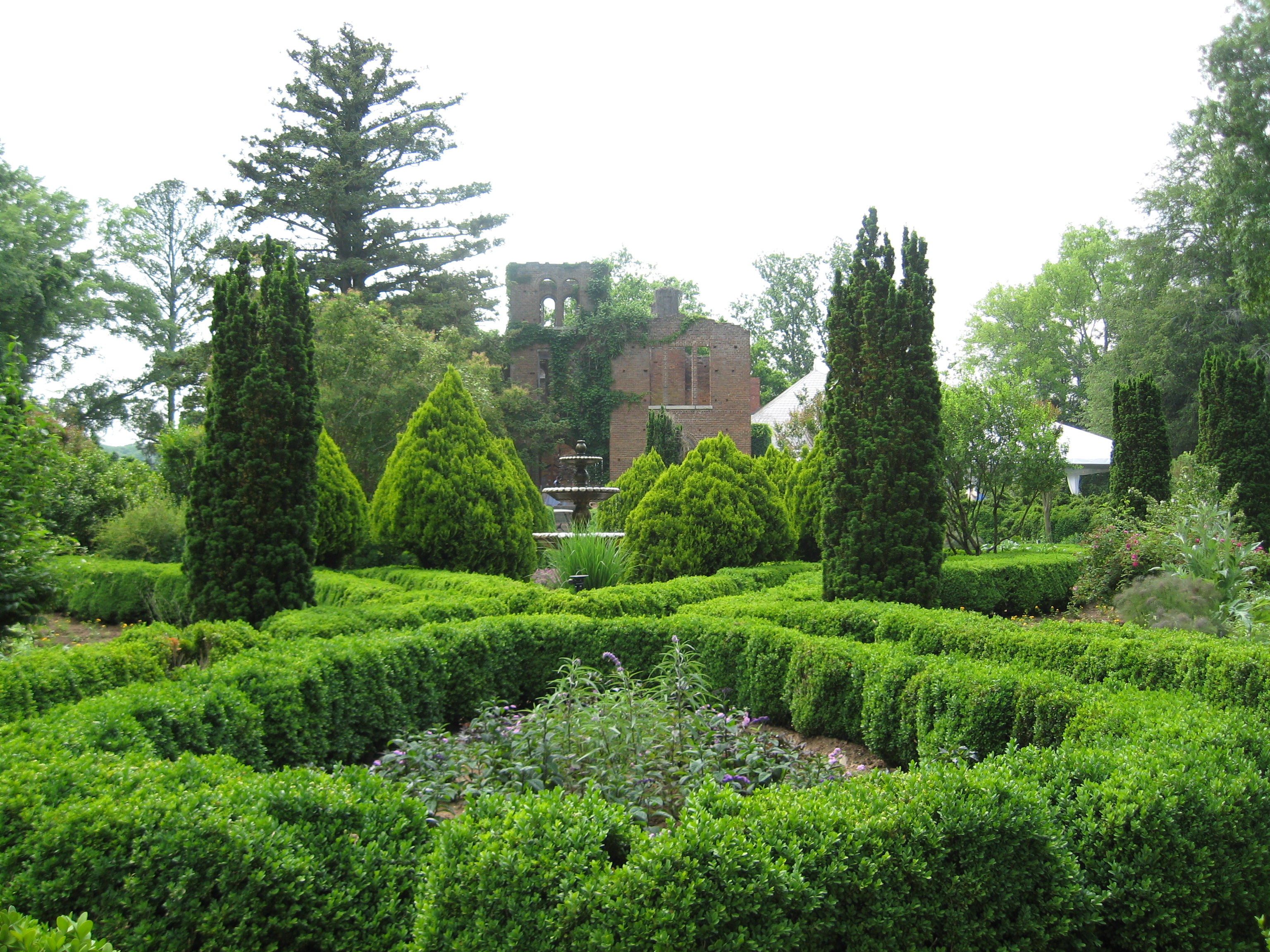
I resti della tenuta di Barnsley Gardens

Il villaggio faceva parte del territorio Cherokee assieme a Calhoun e a New Echota, in quello che era chiamato Trail of Tears (sentiero del pianto). Con l'evacuazione dei Cherokee, il villaggio divenne parte della Georgia e i residenti edificarono la città dandole il nome di Adairsville.
Uno dei maggiori artefici dello sviluppo di questa città della Georgia fu William Watts, imprenditore del settore ferroviario, che portò il collegamento su rotaia con Atlanta (tuttora operante) con la Western and Atlantic Railroad. Egli si occupò di tutto, dalla costruzione della ferrovia e dell'edificazione urbanistica della città, con la costruzione di alberghi e negozi.
Nel 1847 la città poté godere di una propria stazione con deposito. Il successo dell'impresa portata avanti da Watt consentì poi alla città di fregiarsi del soprannome di granaio della Georgia, con conseguente incorporazione nel 1854. Watts abitò ad Adairsville, in una casa fatta costruire sulle fondamenta di un insediamento dei nativi americani su una collina che sovrasta la città.